# 希倫尼奧·靴利拿
埃伦尼奥·埃雷拉·加维兰（西班牙語：Helenio Herrera Gavilán，西班牙語發音：[eˈlenjo eˈreɾa ɣaβiˈlan]，1910年4月10日—1997年11月9日），阿根廷球員和領隊，出生於布宜諾斯艾利斯，於威尼斯逝世。赫雷拉在球員時代曾贏得16項錦標，且領導才能也很強。
在他于1960-68年第一次担任国际米兰主教练期间，国米于1964年在奥地利的维也纳以3-1击败皇家马德里，首次获得欧洲冠军杯，并于第二年成功卫冕。在整个60年代，国际米兰在赫雷拉率领下共获得两次欧冠杯冠军、三次意甲冠军、两次洲际杯冠军。
他是十字聯防的倡導者，其後在意大利本土發揚光大。